# George Calnan
George Charles Calnan (* 18. Januar 1900 in Boston; † 4. April 1933 in Barnegat) war ein US-amerikanischer Fechter.

## Leben
George Calnan nahm an vier Olympischen Spielen teil. 1920 in Antwerpen trat er im Florett an und schied in der ersten Runde aus. Auch vier Jahre darauf in Paris erreichte er keine der Finalrunden, weder mit dem Florett noch mit dem Degen. Erfolgreicher verliefen die Olympischen Spiele 1928 in Amsterdam. Zwar schied er erneut mit dem Florett im Einzel in der Vorrunde aus, mit der Mannschaft belegte er dafür den siebten Rang, ebenso mit der Degenmannschaft. Die Finalrunde des Degenwettbewerbs im Einzel schloss er mit sechs Siegen auf dem Bronzerang ab. Bei den Olympischen Spielen 1932 in Los Angeles, bei denen er stellvertretend für alle Athleten den olympischen Eid sprach, gewann er jeweils mit der Florett- und der Degenmannschaft weitere Bronzemedaillen. Im Einzel der Degenkonkurrenz wurde er Siebter.
Calnan begann mit dem Fechten während seiner Zeit an der United States Naval Academy in Annapolis und war später auch Kapitän der Fechtmannschaft der US Navy. Er starb am 4. April 1933 beim Absturz des Luftschiffs USS Akron, dessen Besatzungsmitglied er war, vor der Küste New Jerseys. Zu dem Zeitpunkt bekleidete er den Rang eines Lieutenants.